# Трошано Супериоре (Пескара)
Трошано Супериоре (итал. Trosciano Superiore) је насеље у Италији у округу Пескара, региону Абруцо.
Према процени из 2011. у насељу је живело 55 становника. Насеље се налази на надморској висини од 472 м.